# M (маршрут метро, Нью-Йорк)
М — один из маршрутов Нью-Йоркского метрополитена. Маршрут проходит по линиям Куинс-бульвара, Ай-эн-ди, Шестой авеню, Ай-эн-ди, Нассо-стрит, Би-эм-ти, Джамейка, Би-эм-ти, и Мертл-авеню, Би-эм-ти. На картах, станциях, вагонах и т. д. он обозначается оранжевым цветом, поскольку проходит по линии Шестой авеню.
М работает круглосуточно. В будни, в дневное время, он работает между Forest Hills в Куинсе и Middle Village (тоже в Куинсе). Вечером, а также в выходные дни, следуя от Metropolitan Avenue, М сокращается до Essex Street (Манхэттен), а ночью и вовсе превращается в челночный маршрут между Metropolitan Avenue и Myrtle Avenue — Broadway (Бруклин).
М — единственный маршрут, который дважды за одну поездку проходит один и тот же район (Куинс). Расстояние между его конечными станциями — Middle Village и Forest Hills — 2,5 км. Это кратчайшее расстояние между конечными станциями нечелночных маршрутов Нью-Йоркского метро.

## История маршрута

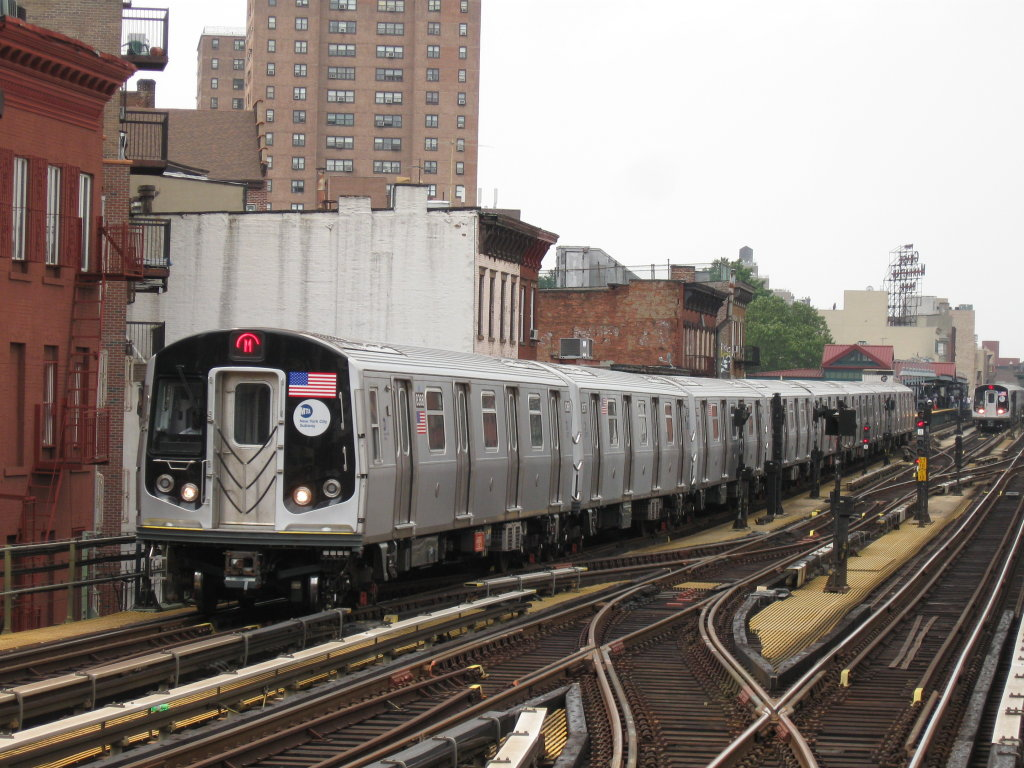
Поезд M прибывает на Hewes Street

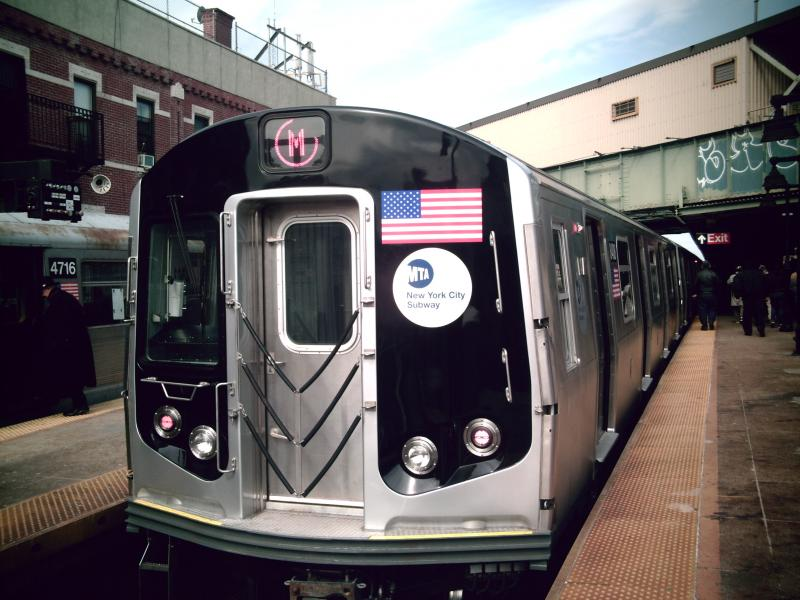
Челнок M R160A на южной конечной станции Myrtle Avenue

| 1967-1979 лейбл |

### Маршрут M
До 1914 года маршрут М следовал между Park Row до Middle Village (через Бруклинский мост) (имел номер 11 в 1924 году). В 1914 году была построена соединительная рампа линий BMT Jamaica и Myrtle Avenue lines. С 1914 года в дневное время часть поездов маршрута М следуют между Myrtle Avenue-Chambers Street. По будням в часы пик М следует экспрессом. С 1924 года маршрут обозначается 10.
В июне 1933 года были отменены воскресные маршруты. С 28 июня 1952 года маршрут 10 в субботу работал как местный. С 28 июня 1958 года субботние поезда были отменены, остался лишь сервис 10 в пиковом направлении по будням. Новый маршрут стал пропускать остановки на участке Marcy Avenue — Myrtle Avenue (как сейчас делают маршруты J и Z). Официально М начал действовать в начале 1960-х годов, но так как новые вагоны метро еще не действовали на Myrtle Avenue line, то поезда имели номер 10. В это время «M Nassau St» использовались в часы пик на Nassau Street, Brighton and Fourth Avenue lines (QJ и RJ после 1967). Реально М впервые появился в конце 1967 года, когда было построено соединение Chrystie Street.
Вторая половина соединения Chrystie Street была открыта 1 июля 1968 года, и маршрут JJ был перемещен через это соединение на IND Sixth Avenue Line (и переименован КК). Чтобы заменить маршрут JJ, М был продлен на две станции — до Broad Street. С 4 октября 1969 года, дабы компенсировать потери MJ, маршрут М был расширен для запуска поездов в выходные дни, а новый челнок SS стал курсировать между Myrtle Avenue и Metropolitan Avenue в остальное время.
Так как со 2 января 1972 года маршрут QM был усечен до Broad Street, то маршруты J и М стали ходить до Coney Island по Montague Street Tunnel и Brighton Line. К этому времени SS был переименован в М. А из-за того, что 27 августа 1976 года маршрут К был ликвидирован, М стал полностью местным.
Реконструкция Brighton Line началась 26 апреля 1986 года, и дневной М был перенесен на Fourth Avenue Line и следовал экспрессом к югу от DeKalb Avenue. В 1987 году маршрут был изменен: по BMT West End Line до Ninth Avenue, плюс в часы пик до Bay Parkway. В остальное время М следует только до 36th Street. Точно так же до 1967 года ходил маршрут ТТ. В 1994 году М переключился на местный (с 1986 года был экспрессом). М был усечен до Chambers Street в дневное непиковое время.
Реконструкция моста Williamsburg Bridge в 1999 году расколола маршрут М на две части: 1) Middle Village — Metropolitan Avenue и Marcy Avenue; 2) Bay Parkway и Chambers Street (только в часы пик). С 2001 по 2004 год, во время реконструкции метропутей на мосту Manhattan Bridge М вновь следовал по BMT West End Line до Ninth Avenue. После теракта 11 сентября 2001 года М был продлен на весь рабочий день до Stillwell Avenue, заменяя N до 28 октября. 11 сентября М не работал. 27 июля 2008 года маршрут М был полностью урезан до Broad Street.

### Маршрут MJ
| логотип MJ в 1967—1969 |

Маршрут MJ существовал с 1967 по 1969 год. До этого (с 1931 года) он имел номер 11. С 1931 по 1937 годы поезда маршрута ходили до Brooklyn Bridge, а не до Sands Street. С 5 марта 1944 года линия Myrtle Avenue Line была закрыта к западу от Bridge-Jay Streets, поэтому 11 маршрут был урезан. Был создан бесплатный переход поездов компании IND на Jay Street — Borough Hall.
В 1967 году, когда открылась соединительная ветка Chrystie Street, 11 был переименован в MJ. Новое название использовалось только на картах и на станциях, но сами поезда так и не поменяли название (так и остались 11).
Пожар на западной половине линии Myrtle Avenue Line в 1969 году привел к закрытию этого участка. В связи с этим маршрут MJ был полностью закрыт.

### Последние изменения маршрута
| Коричневый логотип M, использовавшийся с 1979 по 2010, когда маршрут ходил по BMT Nassau Street Line в Lower Manhattan. |

Вследствие финансовых проблем компании МТА в конце 2008 года часпиковый маршрут М предлагалось усечь до Chambers Street. Но финансовый кризис 2009 года вывел из и без того неустойчивого финансового баланса компанию МТА. Пришлось сокращать объём работ. Одно из предложений состояло в том, что V будет использоваться как замена М. Но совет директоров отклонил это предложение, так как название М было слишком привычно пассажирам.
В итоге был сделан выбор о прекращении работы маршрута V. Новый комбинированный М стал следовать через соединительную ветку Chrystie Street. Так как М стал ходить по линии the IND Sixth Avenue Line, то цвет заливки лейбла был изменен с коричневого на оранжевый. Новый М стал ходить с 28 июня 2010 года. В этот же день V был ликвидирован.

## Маршрут
Используемые пути в зависимости от дня недели и времени суток
| От станции включительно  | До станции включительно           | День + вечер   | Выходные       | Ночь           |
| ------------------------ | --------------------------------- | -------------- | -------------- | -------------- |
| Форест-Хилс — 71-я авеню | Бродвей — Лафайетт-стрит          | локальные пути | —              | —              |
| Эссекс-стрит             | Флашинг-авеню                     | локальные пути | локальные пути | —              |
| Мертл-авеню              | Мертл-авеню                       | локальные пути | локальные пути | экспресс-пути  |
| Сентрал-авеню            | Мидл-Виллидж — Метрополитан-авеню | локальные пути | локальные пути | локальные пути |

Схема маршрута
| Условные обозначения |
| для дней и часов работы маршрутов (более точно указано во всплывающих подсказках при этих обозначениях): |
| --- |
| круглосуточно круглосуточно, кроме ночи круглосуточно, кроме будней днём (либо часов пик) в пиковом направлении в будни днём (и, возможно, вечером) в будни круглосуточно в часы пик в будни днём (либо в часы пик) в пиковом направлении в будни днём (либо в часы пик) в направлении, обратном пиковому в выходные ночью ночью и в выходные (и, возможно, вечером) нет движения поездов |

|  |

| E — в будни днём и вечером · E — в будни днём и вечером · F — в будни днём и вечером · F — в будни днём и вечером · <F> — в часы пик в пиковом направлении · <F> — в часы пик в пиковом направлении · R — в будни днём и вечером · R — в будни днём и вечером |

|  |

| R — в будни днём и вечером · R — в будни днём и вечером |

|  |

| R — в будни днём и вечером · R — в будни днём и вечером |

|  |

| R — в будни днём и вечером · R — в будни днём и вечером |

|  |

| R — в будни днём и вечером · R — в будни днём и вечером |

|  |

| R — в будни днём и вечером · R — в будни днём и вечером |

|  |
|  |
|  |

| E — в будни днём и вечером · E — в будни днём и вечером · F — в будни днём и вечером · F — в будни днём и вечером · <F> — в часы пик в пиковом направлении · <F> — в часы пик в пиковом направлении · R — в будни днём и вечером · R — в будни днём и вечером | на той же станции    |
| 7 — в будни днём и вечером · 7 — в будни днём и вечером | 74-я улица — Бродвей |

|  |

| R — в будни днём и вечером · R — в будни днём и вечером |

|  |

| R — в будни днём и вечером · R — в будни днём и вечером |

|  |

| R — в будни днём и вечером · R — в будни днём и вечером |

|  |

| R — в будни днём и вечером · R — в будни днём и вечером |

|  |

| R — в будни днём и вечером · R — в будни днём и вечером |

|  |

| E — в будни днём и вечером · E — в будни днём и вечером · R — в будни днём и вечером · R — в будни днём и вечером |

|  |
|  |
|  |

| E — в будни днём и вечером · E — в будни днём и вечером                                                                                   | на той же станции |
| 7 — в будни днём и вечером · 7 — в будни днём и вечером · <7> — в часы пик в пиковом направлении · <7> — в часы пик в пиковом направлении | Корт-сквер        |
| G — в будни днём и вечером · G — в будни днём и вечером                                                                                   | Корт-сквер        |

|  |
|  |
|  |

| E — в будни днём и вечером · E — в будни днём и вечером                                                                                       | на той же станции |
| 6 — в будни днём и вечером · 6 — в будни днём и вечером · <6> — в будни днём в пиковом направлении · <6> — в будни днём в пиковом направлении | 51-я улица        |

|  |

| E — в будни днём и вечером · E — в будни днём и вечером |

|  |

| B — в будни днём и вечером до 23:00 · B — в будни днём и вечером до 23:00 · D — в будни днём и вечером · D — в будни днём и вечером · F — в будни днём и вечером · F — в будни днём и вечером · <F> — в часы пик в пиковом направлении · <F> — в часы пик в пиковом направлении |

|  |
|  |
|  |
|  |
|  |
|  |
|  |

| B — в будни днём и вечером до 23:00 · B — в будни днём и вечером до 23:00 · D — в будни днём и вечером · D — в будни днём и вечером · F — в будни днём и вечером · F — в будни днём и вечером · <F> — в часы пик в пиковом направлении · <F> — в часы пик в пиковом направлении | на той же станции                            |
| 7 — в будни днём и вечером · 7 — в будни днём и вечером · <7> — в часы пик в пиковом направлении · <7> — в часы пик в пиковом направлении | Пятая авеню                                  |
| 1 — в будни днём и вечером · 1 — в будни днём и вечером · 2 — в будни днём и вечером · 2 — в будни днём и вечером · 3 — в будни днём и вечером · 3 — в будни днём и вечером | Таймс-сквер — 42-я улица                     |
| 7 — в будни днём и вечером · 7 — в будни днём и вечером · <7> — в часы пик в пиковом направлении · <7> — в часы пик в пиковом направлении | Таймс-сквер                                  |
| A — в будни днём и вечером · A — в будни днём и вечером · C — в будни днём и вечером · C — в будни днём и вечером · E — в будни днём и вечером · E — в будни днём и вечером | 42-я улица — Автовокзал Портового управления |
| N — в будни днём и вечером · N — в будни днём и вечером · Q — в будни днём и вечером · Q — в будни днём и вечером · R — в будни днём и вечером · R — в будни днём и вечером · W — в будни днём и вечером до 23:00 · W — в будни днём и вечером до 23:00                         | Таймс-сквер — 42-я улица                     |
| S (челнок 42-й улицы) — в будни днём и вечером · S (челнок 42-й улицы) — в будни днём и вечером | Таймс-сквер                                  |

|  |
|  |
|  |

| B — в будни днём и вечером до 23:00 · B — в будни днём и вечером до 23:00 · D — в будни днём и вечером · D — в будни днём и вечером · F — в будни днём и вечером · F — в будни днём и вечером · <F> — в часы пик в пиковом направлении · <F> — в часы пик в пиковом направлении | на той же станции          |
| N — в будни днём и вечером · N — в будни днём и вечером · Q — в будни днём и вечером · Q — в будни днём и вечером · R — в будни днём и вечером · R — в будни днём и вечером · W — в будни днём и вечером до 23:00 · W — в будни днём и вечером до 23:00                         | 34-я улица — Геральд-сквер |
| 33-я улица (PATH)[англ.] |                            |

|  |
|  |
|  |

| F — в будни днём и вечером · F — в будни днём и вечером · <F> — в часы пик в пиковом направлении · <F> — в часы пик в пиковом направлении |
| 23-я улица (PATH)[англ.] |

|  |
|  |
|  |
|  |
|  |

| F — в будни днём и вечером · F — в будни днём и вечером · <F> — в часы пик в пиковом направлении · <F> — в часы пик в пиковом направлении                                   | на той же станции |
| 1 — в будни днём и вечером · 1 — в будни днём и вечером · 2 — в будни днём и вечером · 2 — в будни днём и вечером · 3 — в будни днём и вечером · 3 — в будни днём и вечером | 14-я улица        |
| L — в будни днём и вечером · L — в будни днём и вечером | Шестая авеню      |
| 14-я улица (PATH)[англ.] |                   |

|  |
|  |
|  |

| A — в будни днём и вечером · A — в будни днём и вечером · B — в будни днём и вечером до 23:00 · B — в будни днём и вечером до 23:00 · C — в будни днём и вечером · C — в будни днём и вечером · D — в будни днём и вечером · D — в будни днём и вечером · E — в будни днём и вечером · E — в будни днём и вечером · F — в будни днём и вечером · F — в будни днём и вечером · <F> — в часы пик в пиковом направлении · <F> — в часы пик в пиковом направлении |
| Девятая улица (PATH)[англ.] |

|  |
|  |
|  |

| B — в будни днём и вечером до 23:00 · B — в будни днём и вечером до 23:00 · D — в будни днём и вечером · D — в будни днём и вечером · F — в будни днём и вечером · F — в будни днём и вечером · <F> — в часы пик в пиковом направлении · <F> — в часы пик в пиковом направлении | на той же станции |
| 6 — в будни днём и вечером · 6 — в будни днём и вечером · <6> — в будни днём в пиковом направлении · <6> — в будни днём в пиковом направлении | Бликер-стрит      |

|  |
|  |
|  |

| J — круглосуточно, кроме ночи · J — круглосуточно, кроме ночи · Z — в часы пик в пиковом направлении · Z — в часы пик в пиковом направлении     | на той же станции |
| F — круглосуточно, кроме ночи · F — круглосуточно, кроме ночи · <F> — в часы пик в пиковом направлении · <F> — в часы пик в пиковом направлении | Деланси-стрит     |

|  |

| J — круглосуточно, кроме ночи · J — круглосуточно, кроме ночи · Z — в часы пик в пиковом направлении · Z — в часы пик в пиковом направлении |

|  |

| J — круглосуточно, кроме будней днём в пиковом направлении и ночи · J — круглосуточно, кроме будней днём в пиковом направлении и ночи |

|  |

| J — круглосуточно, кроме будней днём в пиковом направлении и ночи · J — круглосуточно, кроме будней днём в пиковом направлении и ночи |

|  |

| J — круглосуточно, кроме будней днём в пиковом направлении и ночи · J — круглосуточно, кроме будней днём в пиковом направлении и ночи |

|  |

| J — круглосуточно · J — круглосуточно · Z — в часы пик в пиковом направлении · Z — в часы пик в пиковом направлении |

|  |

|  |

|  |

| L — круглосуточно · L — круглосуточно | Мертл-авеню — Уайкофф-авеню |

|  |

|  |

|  |

|  |